# 100267 JAXA
100267 JAXA è un asteroide della fascia principale. Scoperto nel 1994, presenta un'orbita caratterizzata da un semiasse maggiore pari a 2,5535675 UA e da un'eccentricità di 0,1727972, inclinata di 3,56429° rispetto all'eclittica.
L'asteroide è dedicato all'Agenzia Spaziale Giapponese, il cui acronimo in inglese è JAXA (Japan Aerospace eXploration Agency).